# Idiochelys fitzingeri
L'idiochelide (Idiochelys fitzingeri) è una tartaruga estinta. Visse nel Giurassico superiore (Kimmeridgiano, circa 155 - 150 milioni di anni fa) e i suoi resti fossili sono stati ritrovati in Europa.

## Descrizione
Questa tartaruga era di dimensioni medie, e non superava i 40 centimetri di lunghezza. Idiochelys possedeva un carapace più o meno arrotondato; il telaio marginale, discoidale, era collegato al piastrone per mezzo di prolungamenti isolati di quest'ultimo. I nove elementi ossei del piastrone erano ben saldati fra loro, ma uniti da strutture lasse lungo la linea mediana. Il collo di Idiochelys probabilmente non era retrattile, ma poteva piegarsi lateralmente. Il bacino era saldato al carapace. La struttura della testa ricordava quella delle attuali tartarughe marine (Cheloniidae); l'osso quadrato costituiva il bordo esteriore della cavità timpanica. Le vertebre caudali erano numerose (più di venti) e formavano una lunga coda, tipica delle tartarughe d'acqua dolce. Gli arti erano relativamente poco sviluppati e non erano trasformati in strutture simili a pagaie.

## Classificazione
Idiochelys fitzingeri è stata descritta per la prima volta da Wagner nel 1839, ed è una delle prime tartarughe descritte allo stato fossile. I fossili di Idiochelys provengono dai giacimenti di Cerin (Francia) e di Solnhofen (Germania). Idiochelys fa parte della famiglia Thalassemydidae, un gruppo di tartarughe di dimensioni relativamente modeste, considerate forme alla base dei criptodiri e probabilmente di abitudini marine (Karl et al., 2012); un'altra forma simile era Thalassemys. Altri studi la avvicinano al genere Eurysternum (Lapparent de Broin et al., 1996).

## Paleoecologia
Idiochelys, per alcuni aspetti, richiamava le tartarughe marine, soprattutto per la struttura della testa e per gli spazi tra le piastre del carapace. D'altra parte, la presenza di una lunga coda e le zampe non trasformate in pagaie richiamano le tartarughe di acqua dolce. È probabile che Idiochelys vivesse lungo i margini delle lagune del basso mare europeo del Giurassico superiore.